# Shenzhou-programmet
Shenzhou-programmet (神舟 (kinesisk): det guddommelige fartøj) er et kinesisk rumprogram til at sende mennesker ud i rummet. I 2003 opsendte Kina som den tredje nation mennesker i rummet. Fartøjet er designet af Qi Faren og fremstilles af China Great Wall Industry Corporation.
Programmet startede under navnet «Projekt 921» og blev godkendt af den kinesiske regering i 1992. Planen var at få en kinesisk taikonaut ud i verdensrummet før årtusindskiftet men det lykkedes først med over to års forsinkelse.
Kinas rumfartsorganisation CNSA (China National Space Administration) købte noget af teknikken i Rusland og fik adgang til russisk knowhow. To kinesere fik kosmonauttræning i Stjernebyen ved Moskva. Efter Sovjetunionens sammenbrud var russerne villige til næsten alt for at få penge til deres rumfart. Shenzhou har en overfladisk lighed med det sovjetiske Sojuz-fartøj men er en anelse større. Shenzhou er dog ændret så meget at det er et kinesisk rumfartøj.
Shenzhoufartøjet opsendes med Lange March 2F-raketter (Chang Zheng-2) fra rumhavnen Jiuquan i det Indre Mongoliet. Fartøjet lander ligeledes i det Indre Mongoliets ørken. Shenzhou er opbygget af tre moduler:
- Kredsløbsmodulet – indeholder ekstra laboratorieplads og kan bruges som luftsluse. Det har, i modsætning til Sojuz' kredsløbsmodul, to solcellepaneler så modulet kan fortsætte efter at besætningen er landet.
- Returmodulet – plads til fire personer, omgivet af et varmeskjold.
- Servicemodulet – indeholder fremdrifts-, energi- og indeklimasystemer.

## Rumflyvninger i Shenzhou-programmet
Datoerne er opsendelsesdatoer

### Ubemandede flyvninger
- Shenzhou 1 – 19. november 1999 – 15 kredsløb, 100 kg frø om bord.
- Shenzhou 2 – 9. januar 2001 – 117 kredsløb, en abe, en hund, en kanin og seks mus om bord. Faldskærmen foldede sig ikke ordentlig ud og de fik en hård landing.
- Shenzhou 3 – 25. marts 2002 – 107 kredsløb, testdukke om bord.
- Shenzhou 4 – 29. december 2002 – 108 kredsløb, testdukke om bord, samt 52 videnskabelige eksperimenter.
- Shenzhou 8 – 31. oktober 2011 – ubemandet, blev koblet sammen med Tiangong 1.

### Bemandede flyvninger
- Shenzhou 5 – 15. oktober 2003 – Første taikonaut, Yang Liwei, i verdensrummet med 14 kredsløb. Yang forblev i returmodulet. Kredsløbsmodulet fungerede i fem måneder efter Yangs landing.
- Shenzhou 6 – 12. oktober 2005 – 5 dages flyvning med taikonauterne Fèi Jùnlóng (kaptajn) og Niè Hǎishèng om bord. De opholdt sig i kredsløbsmodulet i rummet.
- Shenzhou 7 – 25. september 2008 – 3 taikonauter om bord, første kinesiske rumvandring var hovedformålet.
- Shenzhou 9 – 16. juni 2012 – 3 taikonauter om bord, blev koblet sammen med Tiangong 1.
- Shenzhou 10 – 11. juni 2013 – 3 taikonauter om bord, blev koblet sammen med Tiangong 1.

## Galleri
- Shenzhou 5's landingsmodul
- Yang Liweis trykdragt
- Model af Shenzhou-fartøjet

## Langsigtede planer
Kina stræber efter at opsende sin første rumstation efter år 2010. Kina stiler ligeledes efter en bemandet måneflyvning i år 2024 og en mission til Mars efter år 2040.